# Hombre con boina
Hombre con boina es una pintura al óleo realizada  por Pablo Picasso el año 1895 en La Coruña y que actualmente forma parte de la colección permanente del Museo Picasso de Barcelona.

## Historia
Entre 1891 y 1895, la familia Ruiz Picaso reside en La Coruña. En esta etapa se produce un cambio a partir de 1893 y un alternancia de tendencias en la producción del artista. Frente a unas obras netamente académicas, en cuya realización se observa una disposición precoz, hay las de la libre inspiración. Estas serán, de hecho, su campo de investigación de la técnica y de la realidad que le rodea. A partir de 1893, las obras se vuelven más seguras, y capta mejor lo esencial, abandona el detallismo superfluo de sus dibujos infantiles de Málaga. Consigue realizar progresivamente la esencia de la escena, intentando dar un tono más humano a sus obras. Hombre con boina ingresó en el museo en 1970 con el código de registro MPB 110.058, gracias a una donación del propio artista.

## Descripción
En este retrato, sobrio y denso, se observa el esfuerzo de aquel muchacho de catorce años por pasar de un arte predominantemente estético a un arte más expresivo y humano. Este retrato es una de las primeras telas en las que Picasso utiliza el óleo en un formato algo superior al que era habitual en él. Está firmada en el ángulo superior derecho como P. Ruiz y datado 95.